# Roland Louis Jules Alfred Tournay
Roland Louis Jules Alfred Tournay (1925-1972) va ser un botànic francès. Va ser editor del "Butlletí del Jardí botànic nacional de Bèlgica" entre 1967 i 1972.

## Llibres
- Robyns, walter; Roland Tournay. 1955. Flore des Spermatophytes du Parc National Albert. 573 pp. + 76 planxes